# Auferstehung (1958)
Auferstehung ist ein deutsch-italienisch-französisches Filmdrama von Rolf Hansen aus dem Jahr 1958. Es beruht auf dem gleichnamigen Roman von Lew Tolstoi.

## Handlung
Fürst Dimitrij Nechljudoff wird als Geschworener zum Gericht bestellt, wo die Vergiftung des Kaufmanns Smjelkoff verhandelt wird. Das Arsen sei ihm von der Prostituierten Katjuscha verabreicht worden. Sie habe es vom Hausdiener und der Zimmerfrau des Hotels erhalten, in dem Smjelkoff untergebracht war, es jedoch für Schlafmittel gehalten. Die Bediensteten hätten es auf das Geld des Kaufmanns abgesehen gehabt. Nechljudoff erkennt in Katjuscha jene Frau, die einst als Dienstmädchen bei seinen beiden Tanten angestellt war. Er war damals Offizier und hat ihre Verliebtheit ausgenutzt, um sie zu verführen. Als er dann zum Regiment zurückging, hat er für sie Geld in einem Umschlag hinterlassen und sie seitdem nicht wiedergesehen.
Nechljudoff lässt sich mit Hilfe einer Ausrede vor Gericht vertreten. Er begibt sich auf das Gut, das er inzwischen von seinen Tanten geerbt hat, und befragt die alte Hausangestellte Matrjona nach Katjuscha. Er erfährt, dass sie kurz nach seiner Abreise bei Agrafena untergekommen sei. Die alte Agrafena wiederum erklärt ihm, dass Katjuscha zu der fraglichen Zeit schwanger gewesen sei und ein Kind zur Welt gebracht habe, das kurz darauf gestorben sei. Sie sei dann lange krank gewesen, habe schließlich eine Anstellung im Ort erhalten, sei jedoch gesellschaftlich immer weiter abgestiegen, bis sie schließlich in die Stadt gegangen sei, wo sie am Ende als Prostituierte gearbeitet habe.
Nechljudoff kehrt in die Stadt zurück und ist zugegen, als Katjuscha schuldig gesprochen und zu zwölf Jahren Zwangsarbeit in Sibirien verurteilt wird. Zwei Geschworene meinen, dass vor allem Nechljudoffs Vertreter wesentlich zum Schuldspruch beigetragen habe; beide finden das Urteil ungerecht, da sie Katjuscha für unschuldig halten. Erst jetzt wird Nechljudoff tätig. Er sucht Katjuscha im Gefängnis auf und gibt sich ihr gegenüber zu erkennen. Er will mit ihrem Fall in Revision gehen. Irritiert bemerkt er, dass Katjuscha durch ihre Erlebnisse eine andere Frau geworden ist, die raucht und trinkt und nun seine Hilfe ablehnt. Erst ihre Mitgefangenen machen ihr klar, dass sie ihre Beziehungen auch für ihr aller Wohl nutzen könne. Während der Gouverneur Nechljudoffs Bemühungen um Katjuscha stillschweigend akzeptiert, reagiert er kritisch, als Nechljudoff sich auch für andere Gefangene, darunter die politischen, einsetzt. Katjuschas Vergünstigungen werden wieder gestrichen. Auch in Sankt Petersburg kann Nechljudoff nicht erreichen, dass der Fall in Revision geht. Über die Großfürstin, die sein Engagement amüsiert, reicht Nechljudoff ein Gnadengesuch beim Zaren ein.
Die gefangenen Männer und Frauen werden nach Sibirien transportiert. Nechljudoff folgt dem Zug und versorgt die Gefangenen bei Zwischenstopps unter anderem mit Postlieferungen und Zigaretten. Er macht Katjuscha einen Heiratsantrag, den diese jedoch ablehnt. Sie will nicht, dass er sich für sie opfert. Als der politische Gefangene Simonson Nechljudoff schließlich äußert, dass er Katjuscha einen Heiratsantrag machen will, muss sich Nechljudoff über seine Gefühle klarwerden. Ihm wird mehr und mehr bewusst, dass er Katjuscha wirklich liebt. Kurz vor einem erneuten Aufbruch des Gefangenentrupps erreicht Nechljudoff das Begnadigungsschreiben für Katjuscha. Er hat bereits Pläne geschmiedet, mit ihr in ein Haus zu ziehen; sie jedoch lehnt ein Leben mit ihm ab. Obwohl sie immer nur ihn geliebt habe, würde sie es nicht ertragen können, dass er sich irgendwann an ihre Vergangenheit erinnerte. Anstatt mit ihm zu gehen, schließt sich Katjuscha wieder dem Gefangenentransport an, und er bleibt zurück.

## Produktion
Im Juli 1957 wurde die Verfilmung von Auferstehung mit Horst Buchholz in der Hauptrolle für das folgende Jahr angekündigt. Gedreht wurde von März bis Mai 1958 in den Bavaria-Ateliers in Geiselgasteig. Die Kostüme schuf Arno Richter, die Filmbauten stammten von Robert Herlth und Gottfried Will. Der Film erlebte am 21. Oktober 1958 im Stuttgarter 'Gloria' seine Premiere.

## Kritik
Für den film-dienst war Auferstehung ein „[k]ostspielig in Szene gesetztes Rührstück […] mit nicht durchweg überzeugenden Darstellern.“ Der Spiegel befand, dass im Film nur „einige Nebenrollen […] angemessen besetzt“ seien, während vor allem Horst Buchholz „am deutlichsten“ versage. Er sei „weit eher ein beklommenes Kellerkind als ein büßender Fürst.“ „Viel Pathos, wird der Vorlage nicht gerecht“, fasste Cinema zusammen.

## Auszeichnung
Tilla Durieux war für ihre Darstellung in Auferstehung in der Kategorie Beste weibliche Nebenrolle 1958 für den Deutschen Filmpreis nominiert.

## Trivia
Horst Buchholtz und Myriam Bru lernten sich bei den Dreharbeiten kennen, wurden in der Folge ein Paar und heirateten. Bru zog sich aus dem Filmgeschäft zurück, so dass dies ihre letzte Filmrolle war.